# Шинкарецкий, Виктор Иванович
Виктор Иванович Шинкарецкий (12 ноября 1943 года, село Великая Лепетиха, Херсонская область — 14 октября 2019 года, Москва) — российский журналист и деятель кинематографа. Член Верховного Совета Российской Федерации (1990—1993), генеральный директор Центральной студии документальных фильмов Госкино России.

## Биография
Родился 12 ноября 1943 года в селе Великая Лепетиха Херсонской области УССР. Окончил Военный институт иностранных языков. В конце 1960-х годов пришёл в телевидение, работал в Главной редакции телепрограмм для Москвы и Московской области Гостелерадио СССР, во время перестройки был специальным корреспондентом в программе «Добрый вечер, Москва».
Народный депутат РСФСР (1990—1993), член Комитета Верховного Совета РФ по средствам массовой информации, связям с общественными организациями, массовыми движениями граждан и изучению общественного мнения. Входил в состав фракции «Гражданское общество». 
После 1993 года был Генеральным директором Центральной студии документальных фильмов Госкино России (ЦСДФ) и директором Российской центральной киновидеостудии хроникально-документальных и учебных фильмов (РЦСДФ).
Скончался 14 октября 2019 года после тяжёлой болезни.

## Личная жизнь
Супруга — Анна Григорьевна Качкаева (род. 1965), журналист. Дочь — Анна Викторовна Шинкарецкая — журналист, продюсер.